# Gwendal
Gwendal é uma banda francesa de música celta e bretã.
Fundada no outono de 1972 por Jean-Marie Renard e Youenn le Berre (Primeiro Prêmio do Conservatoire de Brest em flauta) .

## Constituição do grupo
- Jean-Marie Renard (1972-81) - guitarras
- Youenn le Berre - flauta, gaitas, bombardas
- Robert Le Gall (1975-) - violino, guitarra
- François Ovide (1981-...) - guitarras

e vários músicos mais ,variando com o tempo

## Discografia
- Irish Jig (1974)
- Joe can't reel (1975)
- Rainy day (À vos désirs) (1977)
- 4 (Les mouettes se battent) (1979)
- En concert (1981)
- Locomo (1983)
- Danse la musique (1985)
- Glen river (1989)
- Pan Ha Discan (1995)
- War Raog (2005)
- The rolled tit

### Recompilatórios
- Les Plus Belles Chansons de Gwendal (1994)
- Aventures Celtiques (1998)